# Guéret-Granit
Der Guéret-Granit ist ein lagenartiger, aus vielen Einzelintrusionen zusammengesetzter Granit im Nordwesten des französischen Massif Central. Er stellt das flächenmäßig größte Granitvorkommen des Limousins und nach dem Velay-Granit das zweitgrößte des Zentralmassivs. Der Granit war im Verlauf der Variszischen Orogenese vor rund 350 Millionen Jahren gebildet worden.

## Etymologie
Der Granit ist nach seiner Typlokalität, der Präfektursstadt Guéret im Département Creuse, Region Nouvelle-Aquitaine, benannt worden.

## Geographie

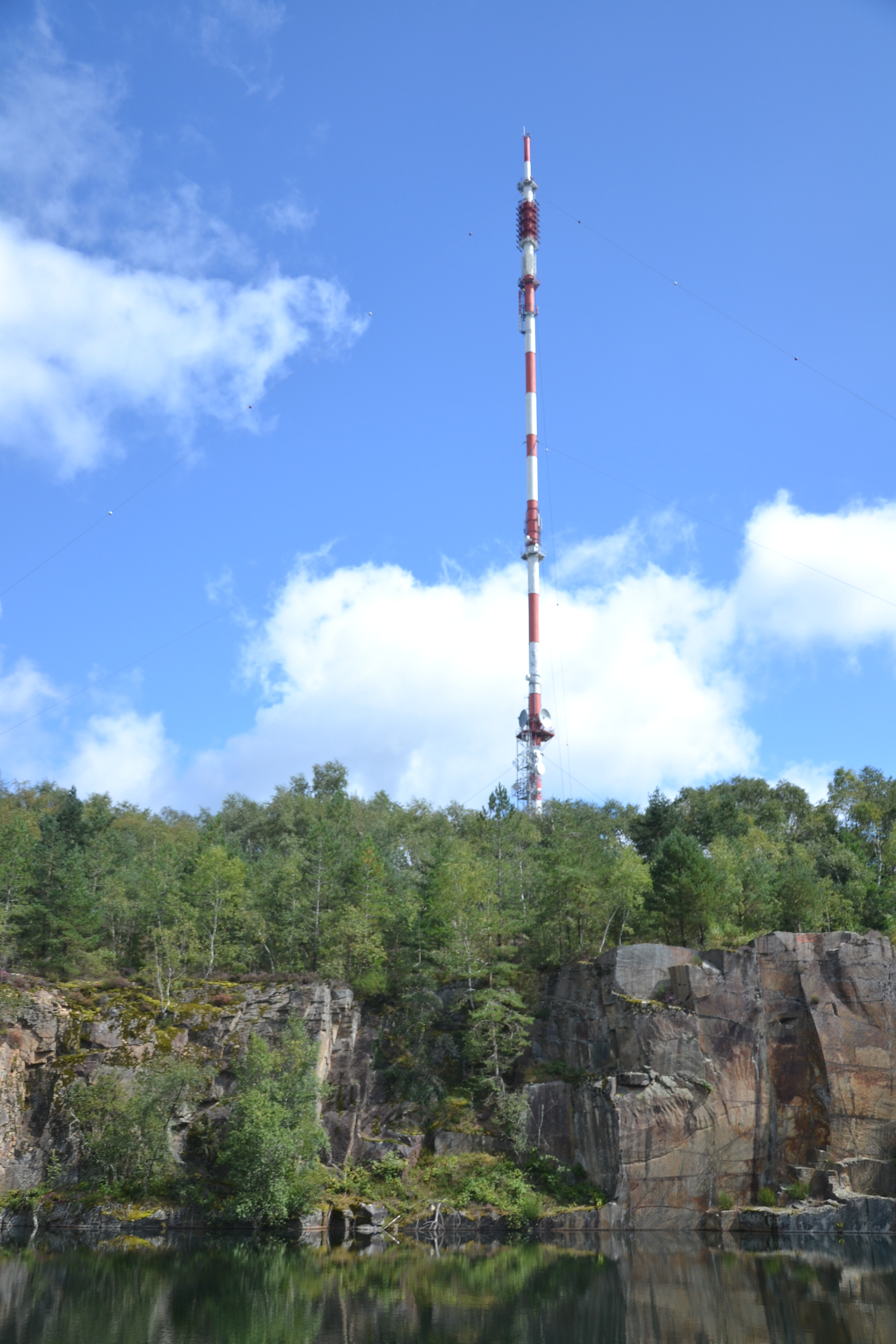
Steinbruch im Guéret-Granit am Maupuy

Der Guéret-Granit, oft auch als Guéret-Massiv, Guéret-Allochthon oder Magmatischer Komplex von Guéret (Französisch Complexe Magmatique de Guéret – abgekürzt CMG) bezeichnet, bildet den Hauptanteil des Guéret-Terrans, das durch bedeutende krustale Störungen umgrenzt wird. Das Massiv besitzt in Ostsüdost-Richtung eine Länge von rund 100 Kilometer. Seine Breite beträgt im Westen 20 Kilometer und wächst im Osten bis auf 40 Kilometer an. Seine Fläche nimmt somit zirka 3000 Quadratkilometer ein.
Die Abgrenzung des Massifs im Westen bildet die Nord-streichende Bussière-Madeleine-Störung, die gegenüber dem Granit hier als Abschiebung fungiert. Die Nordbegrenzung wird von der in etwa Ost-streichenden, rechtsverschiebenden Chambon-Voueize-Scherzone gestellt. Weiter im Osten reicht das Massiv dann stellenweise bis an die Terrangrenze des Nordnordost-streichenden und linksverschiebenden Sillon houiller heran. Die südliche Abgrenzung beginnt im Westen mit der Südost-streichenden und rechtsverschiebenden Arrènes-Störung. Die in derselben Richtung verlaufende Saint-Michel-de-Veisse-Störung, ebenfalls rechtsverschiebend, trennt sodann den Guéret-Granit gegenüber dem südlich gelegenen Millevaches-Massiv ab. Die Nord-streichende, gestaffelte und ebenfalls rechtshändige Felletin-Störung begrenzt den Nordostrand des Millevaches-Massivs zum Guéret-Granit. Die Südost-streichende, rechtsverschiebende La-Courtine-Störung schließlich stellt die äußerste Südostgrenze des Terrans, bis auch sie vom Sillon houiller abgeschnitten wird.
Die Creuse-Störung – eine Südost-streichende, rechtsverschiebende, gestaffelte Scherzone - unterteilt den Guéret-Granit in einen West- und einen Ostabschnitt. Entlang der Scherzone sind Einbruchsbecken entstanden, wie beispielsweise das Ahun-Lavaveix-Kohlebecken des Stefaniums.

## Geologie

### Allgemeine Einführung

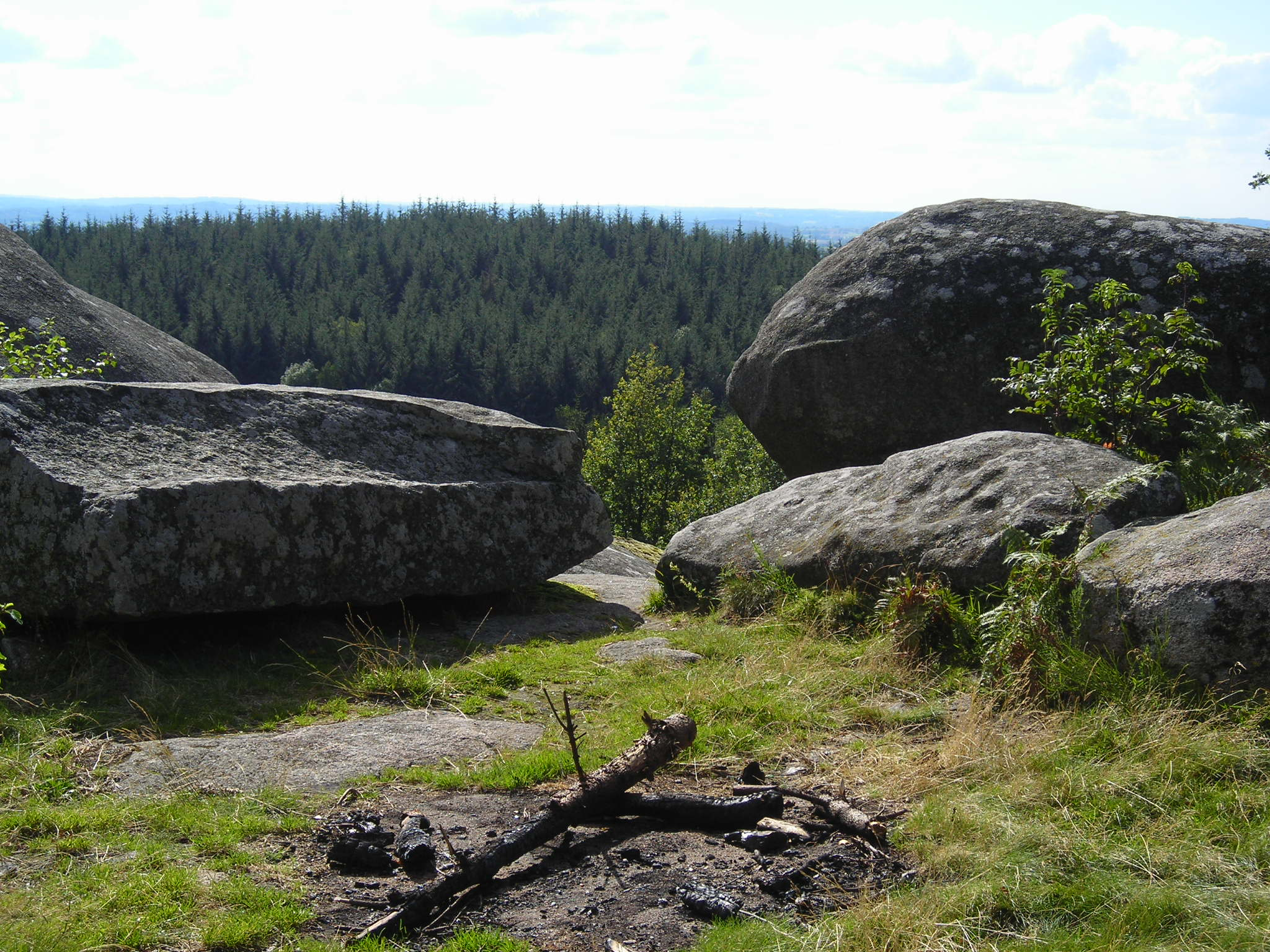
Das Felsenmeer der Pierres Civières am Maupuy besteht aus Guéret-Granit

Die tektonomagmatische Entwicklung des Massif Central lässt sich in vier Abschnitte unterteilen. Nach einer anfänglichen, eovariszischen Subduktion am Nordrand Gondwanas im Verlauf des Silurs (430 bis 400 Millionen Jahre) stellten sich Hochdruckbedingungen ein (2 Gigapascal und 700 °C), dokumentiert durch metamorphosierte Eklogitüberreste einer ozeanischen Kruste. Die folgende mesovariszische Kontinentalkollision im Zeitraum 400 bis 340 Millionen Jahre führte zu Deckenstapelung und war begleitet von einer Regionalmetamorphose des Barrow-Typs, wobei im Limousin erstmals anatektische Schmelzen entstanden. Im Bereich des Guéret-Granits erfolgte die Anatexis an der Wende Frasnium/Famennium vor 375 bis 372 Millionen Jahren und war vollständig. Es entstanden die Aubusson-Migmatite. 
Generell lassen sich die anatektischen Schmelzbildungen ihrerseits in zwei Typen unterteilen – die Magmatite der kalkalkalischen Limousin-Tonalitlinie ab 370 Millionen Jahren und ab 359 Millionen Jahren die peraluminosen Magmatite des Guéret-Typus. Letztere erscheinen als riesige Lakkolithen und werden überwiegend aus Cordierit- und gelegentlich auch Hornblende-führenden Biotitgraniten aufgebaut.
Während der anschließenden neovariszischen Entwicklung wurde das Orogen im Zeitraum 340 bis 310 Millionen Jahren von zahlreichen transpressiven Seitenverschiebungen durchtrennt, welche zur Entstehung von peraluminosen Zweiglimmergraniten (Leukograniten) des Limousintypus führten. Im postorogenen Spätstadium zwischen 320 und 280 Millionen Jahren streckte sich das Orogen und es entstanden domartige Aufwölbungen von Migmatit (beispielsweise der riesige Velay-Dom im Osten des Massif Central) und Einbruchsbecken, die sich mit kohlehaltigen Sedimenten verfüllten. Letzte magmatische Entwicklungen im Limousin beschränkten sich auf sehr kleine, extrem spezialisierte Granitintrusionen (Englisch Rare Metal Granites), die gewöhnlich an Verwerfungen gebunden waren.

### Granitoide des Guéret-Typus
Zu den Granitoiden des Guéret-Typus gehören unter anderen neben dem Guéret-Granit der 352 Millionen Jahre alte Cieux-Vaulry-Granit, der 346 Millionen Jahre alte Aureil-Granit und als Spätstadien der 325 Millionen Jahre alte Piégut-Pluviers-Granodiorit sowie der 324 Millionen Jahre alte Auriat-Granit.
Die Granite des Guéret-Typus erscheinen generell als weit ausgedehnte, jedoch nur sehr dünne, maximal 1 bis 2 Kilometer dicke lakkolithische Platten. Ihre Magmen sind syntektonische Bildungen, die entlang von Decken-Überschiebungsbahnen aufgedrungen waren. Ihre Foliation ist meist flachliegend und konkordant zu den umgebenden Gneisen, was auf eine gemeinsame Entstehung gegen Ende der Überschiebungen hindeutet. Strecklineare zeigen gewöhnlich in eine östliche bis ostsüdöstliche Richtung. Die Foliation versteilt sich in gewissen Bereichen, in denen gleichzeitig auch eine Mächtigkeitszunahme zu beobachten ist. Hierbei handelt es sich um Scherzonen, entlang derer möglicherweise auch eine Magmenzufuhr stattgefunden hat.  Der Guéret-Typus ist normalerweise nicht vererzt. Eventuelle Vererzungen sind meist an kleine interne Leukogranitkuppeln gebunden.
Ferner wird angenommen, dass das gesamte Guéret-Terran allochthon ist und unter Dehnung ab dem Oberkarbon in Richtung Ostsüdost bis Südost entlang der genannten Scherzonen im Norden als auch im Südwesten abglitt. Die benötigte Kinematik wurde durch synkinematische Leukogranite wie den Brame-Leukogranit, den Saint-Sylvestre-Leukogranit und den Saint-Goussaud-Leukogranit geliefert, die zwischen 324 und 318 Millionen Jahren in den Deckenstapel aufgedrungen waren und das Guéret-Terran angehoben hatten.

### Stratigraphie
Eine Tiefenbohrung bei Créchat–Les Sibieux traf unter dem plattenartigen Guéret-Granit in 500 Meter Tiefe auf den 377 bis 373 Millionen Jahre alten, Cordierit-führenden Aubusson-Migmatit (auch als Aubussonit bezeichnet) der Unteren Gneisdecke, der unter 0,5 GPa (entsprechend einer Teufe von 15 Kilometer) und 680 °C entstanden war. Der Kontakt Migmatit/Granit ist tektonischer Natur und wird durch eine Brekzie markiert. Der Migmatit erscheint auch in Fenstern innerhalb des Granits sowie am Südostrand direkt unter dem Granit. Unterhalb des Migmatits folgt Biotit-Sillimanit-Gneis. Das Liegende wird von parautochthonen Glimmerschiefern der Chavanon-Serie gebildet. Es wird angenommen, dass die Kontaktzone Gneise/Glimmerschiefer eine listrische Fläche darstellt, entlang derer der Granit mitsamt seiner Gneissohle in Richtung Südost abglitt und gleichzeitig einer internen Hangend-nach-Südost-Scherung unterlag. Die Glimmerschiefer bilden somit einen leichter verformbaren, duktilen Horizont, der das Abgleiten des steiferen Guéret-Allochthons ermöglichte.
Diskordant wird der Guéret-Granit ab dem mittleren Viseum (um 335 Millionen Jahren) von Sedimenten vulkanischen Ursprungs überlagert, die zu den Tufs anthracitifères gerechnet werden. Zu diesem Zeitpunkt befand sich der Granit somit bereits an der Oberfläche und war der Erosion anheimgefallen. Ein größeres Vorkommen der Tufs anthracitifères findet sich nördlich von Auzance. Später folgten dann im Stefanium die bereits angesprochenen Kohlebecken (z. B. Ahun-Lavaveix-Kohlebecken, Bosmoreau-Kohlebecken und Saint-Michel-de-Veisse-Kohlebecken).

## Petrologie
Der Guéret-Granit stellt keinen uniformen Gesteinsverband dar, sondern setzt sich aus mehreren Fazies zusammen, die teils als eigenständige Intrusionen aufgefasst werden können. 
Ranchin (1971) konnte im Westabschnitt fünf petrologische Fazies ausscheiden, welche progressiv und kontinuierlich ineinander übergehen. Im generell flachliegenden Gesteinsverband sind auch kleinere diapirartige Intrusionen zu verzeichnen, insbesondere im Ostabschnitt. Vauchelle (1988) unterschied dann vier Hauptfazies, nämlich die Fazies Villatange, die Fazies Paulhac (bzw. Saint-Fiel), die Fazies Grand-Bourg (bzw. Peyrabout) und die Fazies Aulon. Diese entsprechen den vorwiegenden Granittypen Tonalit, Granodiorit, Monzogranit und Monzoleukogranit. 
Mittlerweile (2012) können allein im Westabschnitt 19 kleinere Massive kartiert werden, welche individualisierten Magmenpulsen zuzurechnen sind. Diese Massive unterscheiden sich entweder petrologisch voneinander und/oder durch tektonische Begebenheiten. Unterschieden werden jetzt beispielsweise die Massive von Villatange, Créchat, Paulhac, Grand-Bourg, Marsac, Saint-Priest-la-Plaine, Trois Cornes, Saint-Vaury, Montjourde, La Souterraine, Forges, Ribbes, Voudy, Lachaud, Aulon, Bénévent-l’Abbaye, Fursac, Noth und Salagnac. Die Magmenpulse bilden im Westen flache, lakkolithische Absonderungen, können im Osten aber als domartige Aufbeulungen auftreten, die vorangegangene flache Intrusionen durchdringen – Beispiele hierfür sind der Crocq-Granit und der Fernoël-Granit.
Im Guéret-Granit finden sich zahlreiche, meist verformte Einschlüsse aus kristallinen Schiefern, aluminiumreichen Restiten, Tonaliten und dioritischen MME (feinkörnige glimmerreiche Einschlüsse).
Zum Guéret-Granit äquivalente Gesteine erscheinen auch weiter westwärts, so beispielsweise die Biotitgranite des Marche-Terrans, der Oradour-Saint-Genest-Granit und andere.
Die Typusfazies des Guéret-Granits ist der südwestlich von Guéret anstehende Chénérailles-Peyrabout-Monzogranit. Sie setzt sich aus folgenden Mineralen zusammen:
- Alkalifeldspat – 13 Volumenprozent
- Plagioklas – 37 Volumenprozent
- Quarz – 30 Volumenprozent
- Biotit – 17 Volumenprozent
- Muskovit – 2 Volumenprozent
- Cordierit
- Sillimanit

Akzessorisch können Apatit, Ilmenit und Zirkon hinzutreten. Die Typusfazies erscheint in mehreren Varietäten und kann auch porphyrisch ausgebildet sein.
Das Typusgestein ist von heller, blaugrauer Farbe, mittelkörnig und neigt zu porphyrischer Tendenz. Die idiomorphen bis hypidiomorphen Alkalifeldspat-Phänokristalle sind poikilitisch (mit Biotiteinschlüssen). Ihre Korngröße variiert zwischen 5 und 10 Millimeter, kann aber in Porphyren immerhin bis 10 Zentimeter erreichen. Es handelt sich hierbei um nur mäßig perthitische Mikrokline mit Karlsbader Zwillingsbildung. Ringförmige Wachstums-Zonierung ist erkennbar. Der idiomorphe Plagioklas tritt als Synneusisgruppierungen auf und zeigt diskontinuierliche, oszillierende Zonierung mit An35-40 im Kern und An10-20 an den Rändern. Einzelkristalle werden oft von albitischen Auswüchsen umgeben. Quarz erscheint idiomorph mit undulöser Auslöschung und Subkornbildung. Seine Rekristallisation kann bis zur Polygonisierung voranschreiten. Der hypidiomorphe Biotit bildet kleine zerrupfte oder verbogene Kristalle, die entweder vereinzelt oder in auseinandergezogenen Gruppierungen auftreten. Primärer Muskovit ist sehr eng mit Biotit assoziiert, wohingegen der sehr häufige sekundäre Muskovit ein interstitielles Umwandlungsprodukt von Plagioklas und Cordierit darstellt. Der hypidiomorph oder knotig auftretende Cordierit ist oft poikilitisch und meist zu Pinnit (Muskovit ± Chlorit) und Muskovit umgewandelt. Gelegentlich frische Kristalle werden im Kernbereich von Mikrorissen durchzogen. Von Sillimanit finden sich seltene Relikte.
Eine Besonderheit stellt das häufig zu beobachtende Auftreten von Myrmekit dar, welcher im Kontaktbereich Alkalifeldspat/Plagioklas knospenartig aufwächst.
Die anderen Fazies sind im Grunde nur Abwandlungen der Typusfazies, die sich durch die Kristallisationshäufigkeit der Minerale Plagioklas und Biotit unterscheiden – eine Zunahme in Richtung Tonalite und eine Abnahme in Richtung Leukomonzogranite.

### Chemismus
| Oxid Gew. %         | Tonalit Villatange | Einschluss | Aubussonit | Granodiorit Saint-Fiel | Tonalit Paulhac | Monzogranit Peyrabout | Mittelwert Monzogranit Peyrabout | Typusfazies Peyrabout Maupuy | Leukomonzogranit |
| ------------------- | ------------------ | ---------- | ---------- | ---------------------- | --------------- | --------------------- | -------------------------------- | ---------------------------- | ---------------- |
| SiO2                | 61,38              | 63,68      | 65,70      | 65,80                  | 67,60           | 69,30                 | 70,20                            | 71,80                        | 72,40            |
| TiO2                | 0,80               | 0,60       | 0,75       | 0,63                   | 0,55            | 0,43                  | 0,41                             | 0,27                         | 0,28             |
| Al2O3               | 17,73              | 16,19      | 16,70      | 15,90                  | 16,40           | 15,20                 | 15,20                            | 15,40                        | 15,10            |
| Fe2O3               | 5,74               | 0,84       | 1,76       | 0,75                   | 3,50 tot        | 0,56                  | 2,52 tot                         | 2,20 tot                     | 0,15             |
| FeO                 | 4,63               | 4,05       | 3,59       | 2,80                   |                 | 2,22                  |                                  |                              | 1,40             |
| MnO                 | 0,07               | 0,06       | 0,07       | 0,08                   | 0,07            | 0,07                  | 0,05                             | 0,04                         | 0,06             |
| MgO                 | 2,77               | 4,05       | 1,70       | 1,95                   | 1,67            | 1,32                  | 1,12                             | 0,86                         | 0,53             |
| CaO                 | 3,04               | 2,30       | 0,67       | 2,95                   | 2,07            | 1,65                  | 1,68                             | 1,18                         | 1,20             |
| Na2O                | 3,07               | 2,96       | 1,91       | 3,50                   | 2,81            | 3,30                  | 3,38                             | 3,41                         | 3,90             |
| K2O                 | 4,12               | 2,59       | 4,49       | 4,95                   | 4,24            | 4,42                  | 4,44                             | 4,60                         | 4,55             |
| P2O5                | 0,25               | 0,18       | 0,09       | 0,04                   |                 | 0,05                  |                                  |                              | 0,02             |
| Flüssigkeitsverlust | 0,95               | 1,90       | 2,21       | 0,60                   | 1,35            | 1,01                  | 0,48                             | 0,94                         | 0,51             |
| A'/F                | 0,46               | 0,35       | 0,90       | − 0,01                 |                 | 0,36                  |                                  |                              | 0,49             |
| A/CNK               | 1,18               | 1,37       | 1,81       | 0,96                   | 1,26            | 1,15                  | 1,13                             | 1,21                         | 1,12             |

Es lässt sich ein kontinuierliches Spektrum in den chemischen Zusammensetzungen beobachten – von Tonalit hin zu Leukomonzogranit, wobei letzterer am stärksten differenziert ist. Daher kann auf ein Stammmagma der Differentiate rückgeschlossen werden. Die SiO2-Werte reichen von 61 bis 73 Gewichtsprozent und sind somit intermediär bis felsisch (bzw. sauer). Sie erlauben folgende Klassifikation: Tonalite < 64 Gewichtsprozent, Granodiorite 64 - 67,5 Gewichtsprozent, Monzogranite 67,5 - 70 Gewichtsprozent und Leukomonzogranite > 70 Gewichtsprozent.
Bis auf den metaluminosen Granodiorit von Saint-Fiel (bzw. hypaluminos, da A'/F < 0) sind sämtliche Gesteine peraluminos (mit A/CNK ≥ 1 und A'/F > 0,33) und stellen Granite des S-Typus dar. Dies drückt sich auch im Auftreten von normativen Korund mit mehr als einem Gewichtsprozent aus. Von der peraluminosen Differentiationsreihe etwas abgesetzt ist der 353 ± 6 Millionen Jahre alte Villatange-Tonalit, der ein mafisches, durch dynamische Filterpressung ereugtes Kumulatsmagma des Erdmantels darstellt und als Vorläufer anzusehen ist. Er zeichnet sich durch eine höhere Konzentration an Gesamteisen, MgO, CaO und auch P2O5 aus. Einschlüsse und insbesondere Aubussonite unterscheiden sich durch ihre deutlich erhöhte Aluminosität.
Die Einschlussanalyse besitzt den höchsten MgO-Wert und auch recht hohes FeO und P2O5. Sie liegt außerhalb der Differentiationsreihe.
Der Aubussonit ist ein extrem peraluminoses Gestein und setzt sich deutlich von den Guéret-Magmatiten ab. Es ist daher recht unwahrscheinlich, dass er das prinzipale Ausgangsgestein der Magmatite darstellt.

### Spurenelemente
| Spurenelemente ppm | Villatange Tonalit | Paulhac Tonalit | Peyrabout Monzogranit | Einschluss |
| ------------------ | ------------------ | --------------- | --------------------- | ---------- |
| Ba                 | 826                | 928             | 491                   | 104        |
| Ce                 | 94,6               | 84,2            | 63,0                  | 65,6       |
| Co                 | 12,4               | 11,2            | 5,7                   | 11,4       |
| Cr                 | 62,1               | 51,5            | 29,5                  | 97,7       |
| Hf                 | 6,5                | 6,1             | 4,3                   | 5,1        |
| Nb                 | 14,7               | 14,7            | 10,0                  | 11,7       |
| Ni                 | 22,6               | 19,6            | 15,8                  | 37,6       |
| La                 | 44,5               | 42,5            | 31,5                  | 32,9       |
| Rb                 | 206                | 180             | 218                   | 203        |
| Sm                 | 7,0                | 5,9             | 5,2                   | 5,5        |
| Sr                 | 331                | 380             | 208                   | 189        |
| Th                 | 19,0               | 15,6            | 16,5                  | 16,5       |
| U                  | 6,7                | 2,7             | 3,7                   | 4,9        |
| V                  | 84                 | 75              | 37                    | 55         |
| Y                  | 17,8               | 22,2            | 15,1                  | 14,4       |
| Zr                 | 237                | 222             | 145                   | 173        |

Die Spurenelementkonzentrationen bewegen sich im durchaus üblichen Rahmen von Granodioriten und Graniten des aktiven Kontinentalrandes (beispielsweise in der Zentralen Vulkanitzone der Anden). Hierzu vergleichsweise höhere Konzentrationen zeigen jedoch die Spurenelemente Cer, Chrom, Lanthan, Nickel und Rubidium. Der relativ höhere Gehalt an Chrom und Nickel gibt eine stärkere Beteiligung des Erdmantels zu erkennen. 

### Isotopenverhältnisse
Downes und Kollegen (1997) fanden für die unterschiedlichen Fazies des Guéret-Granits ein initiales 87Sr/86Sr, das sich zwischen 0,7089 und 0,7121 bewegt. Für initiales εNd konnten sie Werte von − 3,9 bis − 7,5 bestimmen. Dies ist zusammengenommen eine recht große Variationsbreite und gibt die Heterogenität der beteiligten Magmen zu erkennen. Es zeigt sich dennoch eine bedeutende sedimentäre Komponente, hervorgegangen aus Metasedimenten der Unterkruste. Ähnliche Werte finden sich im Banda-Inselbogen, der stark durch Sedimente kontinentalen Ursprungs kontaminiert ist.
Im Vergleich zu anderen Granitoiden des Zentralmassivs sind die initialen Bleiisotopenverhältnisse nur wenig radiogen. 

## Geophysik
Das Guéret-Massiv besitzt eine ausgeprägte positive Schwereanomalie, trotz seiner niedrigen Dichte von 2620 bis 2640 kg/m³. Von Gébelin (2004) durchgeführte Modellrechnungen geben zu erkennen, dass der Granit nur als sehr dünne lagenartige Schicht von mehreren hundert Metern vorliegen kann – was auch von der Tiefenbohrung bestätigt wurde. Die positive Anomalie muss daher durch einen wesentlichen dichteren Störkörper unterhalb des Guéret-Massivs erklärt werden.

## Tektonik
Der Hauptanteil der magmatischen Intrusionen des Guéret-Granits hatte ab 350 Millionen Jahren einen flächenmäßig sehr ausgedehnten Krustenbereich in 14 ± 2 Kilometer Tiefe infiltriert. Dieser stand zu diesem Zeitpunkt unter einem rechtsverschiebenden, transpressiven Spannungsfeld, dessen Haupteinengungsachse N 150 bis N 180 (Nord-Süd) orientiert war. Das magmatische Gefüge der Intrusionen zeigt eine mehr oder weniger flache Foliation mit Strecklinearen in Nordwest-Südostrichtung, d. h. das sich abkühlende Magma stand unter einer nach Südost gerichteten Dehnung. Ganz ähnliche Ergebnisse liefern auch Untersuchungen der magnetischen Anisotropie.

## Alter
Für die aus der Anatexis entstandenen Aubussonite konnten folgende Alter ermittelt werden: 375 ± 2, 373 ± 5 und 371 ± 8 Millionen Jahre. Die Hauptmasse der Guéret-Granite entstand rund 20 Millionen Jahre später. Folgende Altersbestimmungen sind bisher etabliert: für den Vorläufertonalit von Villatange 353 ± 6, den Monzogranit von Aulon 351 ± 6, den Monzogranit der Typusfazies Peyrabout 348 ± 3, den Granodiorit von Créchat 347 ± 3, den Monzogranit von Saint-Fiel 346 ± 6 und den Monzogranit von La Souterraine 345 ± 4 Millionen Jahre.

## Entstehung
Die Isotopenverhältnisse der Granite des Guéret-Typus legen nahe, dass ihr Stammmagma aus einer unter partiellem Aufschmelzen erzeugten Magmenmischung hervorgegangen war. Ausgangsgesteine waren sowohl peraluminose Metasedimente als auch mafische magmatische Gesteine.
Granulitische Metasedimente waren partiell in der Unterkruste angeschmolzen worden. Das entstehende Magma vermischte sich sodann ab 360 Millionen Jahren mit Mantelmagmen basaltischer bis andesitischer Zusammensetzung, welche sich unter die Unterkruste gelegt hatten und diese infiltrierten. Dieses Entstehungsmodell kann die geochemischen Heterogenitäten im Guéret-Massiv unabhängig von den einzelnen petrographischen Fazies gut erklären.
Die Platznahme der Granite im Tournaisium war mit fraktionierter Kristallisation einhergegangen. Hierdurch entstanden die tonalitischen Kumulate der Fazies Villatange (Kumulate von Plagioklas und aluminiumreichen Biotit), aber auch SiO2-reichere Fazies bis hin zu Leukomonzograniten der Fazies Aulon, die als einzige reichhaltig Cordierit enthält. Gleichwohl ist eine Magmenkontamination durch die umgebenden Aubussonite nicht auszuschließen, obwohl diese wohl eher gering gewesen sein dürfte.